# Национални съкровища на Иран
„Национални съкровища на Иран“ (на персийски: جواهرات ملی ایران) е музейна колекция, съхранявана в трезора на Централната банка на Иран. В нейното подземие е уреден музей с най-зрелищните експонати. Музеят е отворен за посещение няколко дни в седмицата.
Колекцията включва голям брой царски регалии (корони, мечове, тронове), украшения, декоративни предмети, колекции от диаманти, смарагди и др. Събирани от персийските владетели векове наред днес те са част от културното наследство на Иран. Колекцията съдържа както уникални в световен мащаб експонати, така и предмети с историческо значение и висока художествена стойност. Актуалната цена на тези скъпоценности не подлежи на обективно определяне. Националните съкровища на Иран служат за обезпечаване на националната парична система.

## История
За ослепителното богатство на сасанидските монарси се споменава в арабските източници, когато през 7 век арабите нахлуват в Персия и разрушават империята. Най-известният пример от това време е легендарният килим Бахарестан, украсен със скъпоценни камъни и втъкани сребърни и златни нишки. Надеждни писмени източници с данни за количеството и качеството на съкровищата от това време обаче няма. Такива се появяват по-късно, през периода на управление на династията на Сефевидите (1501 – 1736) и времето след него, когато пътешественици и търговци посещават Персия и разказват в своите пътеписи за видяните от тях съкровища в царските дворци.

### Сефевиди
Скъпоценните камъни и украшения започват да се събират в хазната, след като при управление на династията Сефевиди в Персия се установява политическо и национално единство. За натрупването на съкровищата значително допринасят и последвалите завоевания, особено тези на Шах Абас I. В своите спомени и пътеписи европейците Жан-Батист Таверние (Jean-Baptiste Tavernier), Жан Шарден (Jean Chardin, известен също като Sir John Chardin), братята Антъни и Робърт Шърли (Anthony Shirley, Robert Shirley), Антъни Дженкинсън (Anthony Jenkinson) и други, посетили сефевидската Персия, описват грижливото отношение на шахския двор към съхраняването и попълването на съкровищницата. По това време тя съдържа едни от най-престижните скъпоценности в света.
Освен скъпоценностите, наследени от предишните владетели или придобити в резултат на успешни военни походи, колекцията през този период има и други източници за попълване. Скъпоценните камъни се добиват в мините на провинциите Хорасан и Туркестан, перлите се извличат от водите на Персийския залив. Част от предметите и украшения са богати дарове на чуждестранни царе и местни владетели. Някои артикули се закупуват от шахските емисари в Индия, Османската империя, в Италия и Франция (включително от Таверние и Шарден) и се доставят в столицата Исфахан.

### Надер Шах
По-голямата част от големия брой скъпоценни камъни в персийската национална колекция е събрана от Надер Шах (1736 – 1747), основателя на династията на Афшаридите. Първоначално Надер служи като военачалник на сефевидския шах Тахмасп II (1722 – 1732), който при възкачване на престола наследява само част от сефевидската хазна. Много от съкровищата преди това попадат при Тимуридите в Индия и при афганските владетели. По време на войните със съседните страни Надер печели голям брой ценни предмети, успява да възвърне и част от завладените от афганците царски скъпоценности. През 1736 г. той става шах и като такъв продължава да воюва за разширяване на територията на Персия. Предприема голям поход към Индия, побеждава моголския император и се завръща с богати военни трофеи. По описание на съвремениците това са хиляди сандъци със златни и сребърни рупии, с перли и диаманти, сред които са известните розови диаманти Даря-йе Нур и Нур-ал-Айн и прочутият Кохинор.

### Каджари
След убийството на Надер Шах царската хазна се разграбва и част от съкровищата, сред които е и диамантът Кохинор, се изнася извън Персия. Каджарския шах Ага Мохамед Хан (1789 – 1797) е първият от персийските владетели след Надер Шах, който започва да възстановява колекцията. По негово време тя се описва и се попълва с нови скъпоценности. По нареждане на неговия приемник, Фатх Али Шах (1797 – 1834), с камъните от съкровищницата се изработват короната Каяни, трона Надери, трона Тахт-е Тавус (или тронът Слънце). Фатх Али Шах е голям любител на различни бижута и по време на негово управление в хазната се появяват многобройни украшения за тюрбани и шапки. Насреддин Шах (1848 – 1896) също допринася към колекцията – тя се обогатява с голям брой едри жълти диаманти, попълва се с нови изящни предмети и украшения. Предполага се, че по негово нареждане се изработва златният глобус, при което инкрустирането му със свободните скъпоценни камъни се прави с цел, те да бъдат закрепени на постоянно място и да не се разпиляват и губят.

### Пахлави
По време на управление на последната шахска династия Пахлави (1925 – 1979) скъпоценните камъни от съкровищницата се използват за направа на регалии, носени при техните коронации, за тиари, колиета и други украшения. Към колекцията се добавят високоценените в Иран тюркоази, добити в местните мини, и перли от Персийския залив.

## Колекция
В съкровищницата на Централната банка са изложени голям брой скъпоценни украшения – тиари на принцесите, колиета, гривни, обсипани с диаманти украшения за шапки и тюрбани (егрети). Освен тях има експонати и цели колекции, които са много редки като качество или уникални със своя исторически произход или вид.

### Регалии и украшения

#### Даря-йе Нур
Днес това е най-големият известен розов диамант (182 – 185 карата). Притежава рядко срещани чистота и прозрачност, има форма на правоъгълна плочка с размери 41.4х29.5х12.15 mm, тежи около 182 – 185 карата. Донесен е от Надер Шах през 1739 г. след успешен поход в Индия. Златният обков на диаманта е увенчан с миниатюрна корона и украсен с 457 диаманта и четири рубина. Обковът е направен в края на 19 век по заповед на Насреддин Шах, един от последните владетели от династията Каджар.

#### Скъпоценен глобус
Глобусът е изработен от злато, моретата и океаните са покрити със смарагди, за континенти са използвани рубини, шпинели и сапфири, някои държави са означени с диаманти. Теглото на използваното злато е около 34 kg, общият брой на камъните е 51 366. Височината на глобуса е 110 cm, диаметърът е 66 cm. Основата му е дървена, покрита със злато и инкрустирана със скъпоценни камъни.

#### Нур-ал-Айн
Това е названието на 60 каратов розов диамант и на тиарата, в която той е инкрустиран. Тиарата е създадена през 1958 г. за сватбената церемония на последната шахиня на Иран, Фара Пахлави. Тиарата е украсена единствено с диаманти – розови, жълти и бели – общо 324 на брой.

#### Корона Каяни
Короната е на каджарския шах Фатх Али. Нейната височина е 32 cm, диаметърът в основата е 19.5 cm. Короната е украсена с многобройни скъпоценни камъни: 1800 перли, всяка от които е с размер между 7 и 9 mm; 300 смарагди, най-големият е около 80 карата; около 1800 рубини и шпинели, най-големият е 120 карата; няколко фино фасетирани диаманта, най-големият е 23 карата.

#### Корона Пахлави
Направена е за коронацията на Реза Шах Пахлави. Носена е и при коронацията на неговия наследник Мохамед Реза Пахлави. Дизайнът и изработването е на група ирански ювелири с ръководител известния златар Хадж Сераджеддин. Скъпоценните камъни в короната са взети от съкровищницата. Височината ѝ е 29.8 cm, диаметърът 19.8 cm, теглото е 2080 g. Използвани са 3380 диаманта с общо тегло 1144 карата. Най-големият е жълт 60-каратов брилянт. Короната е украсена с наредени в три реда 369 естествени перли, 5 смарагда с общо тегло 199 карата и два 20-каратови сапфира. Най-големият смарагд е около 100 карата.

#### Корона Шахбану
Короната е направена за коронацията на Фара Диба за императрица на Иран. Събитието е достатъчно рядко за Иран, където титлата Шахбану (императрица) не е използвана от 7 век и наследени регалии за церемонията няма. Короната се изработва от известната фирма Van Cleef & Arpels и е дело на френския бижутер Пиер Арпел (Pierre Arpels). Както при много други царски предмети, използваните за нея скъпоценни камъни са избрани от съкровищницата. По закон тези скъпоценности не могат да напускат държавата, затова за изпълнение на поръчката френските бижутери пътуват за Иран и изработват короната там. Короната е от бяло злато, украсена е с 38 смарагда, 105 перли, 34 рубина, 2 шпинела и 1469 диаманта. Нейното общо тегло е 1481 g. Най-големият смарагд тежи 91.32 карата. Двата най-големи шпинела са приблизително 83 карата, най-голямата перла е дълга около 22 mm.

#### Трон Надери
Приема се, че названието няма връзка с Надер Шах, а думата надер трябва да се разглежда като епитет. Надер на персийски означава рядък или уникален. Височината на трона е приблизително 225 cm. Сред 26 733 скъпоценни камъни на трона има четири много едри шпинела, най-големият от които е 65 карата и четири големи смарагда, най-големият от които е приблизително 225 карата. Най-едрият рубин на трона е 35 карата. Върху облегалката са изобразени паунова опашка, патици, дракони, листа и клони на дървета. На предния панел на подножието е изобразен лъв.

#### Трон Слънце
Създаден е през 19 век, по време и по заповед на Фатх Али Шах. Отгоре на облегалката на трона има изображение на слънце, което дава първоначалното му название. След време Фатх Али Шах се жени за Тавус Таджодоле и назовава трона на името на съпругата си, което в превод означава паун. Оттогава тронът се нарича Паунов (Тахт-е Тавус), поради което често грешно се свързва с легендарния Паунов трон на древните Моголи, описан от френския търговец на бижута, Жан-Батист Таверние. Няколко години след смъртта на Фатх Али Шах, по заповед на Насреддин Шах тронът се ремонтира и към него се добавят надписи. Те представляват стихове, изписани със син емайл на златен фон. Пауновият трон се съхранява в двореца Голестан до 1981 г., след това се предава в съкровищницата.

### Диаманти
Африкански диаманти (известни също като „Ирански жълти“)
Колекцията от жълти диаманти е придобита от Насреддин Шах при негово пътуване в Европа през 1889 г. Диамантите са с различна форма и фасетиране, най-големият тежи 152 карата.
Индийски диаманти
Предполага се, че повечето от тях са добити в Индия по време на Моголската династия и са донесени от Надер Шах. Но от хилядите диаманти, намиращи се в съкровищницата, с установен моголски произход са само три – Даря-йе Нур, Нур-ал-Айн и 115-каратовия Тадж Мах (в превод „Лунна корона“).

### Други експонати
Щит на Надер Шах
Щитът е носен от Надер Шах по време на неговите военни кампании в Индия. Предполага се, че скъпоценните камъни са добавени към него по-късно. Вероятно е направен от кожа на носорог. Диаметърът му е 46 cm, горната повърност е покрита с шпинели, смарагди, диаманти и рубини, по периферията на ръба са наредени смарагди. Централният шпинел, един от най-големите в света, е с тегло 225 карата. Четирите смарагда, наредени около него, покриват отворите за винтове, които прикрепват ремъци към задната част на щита и позволяват той да се държи. Най-големият смарагд е 140 карата. Повечето диаманти са с тегло между 6 и 8 карата.
Витрина със смарагди
В нея е изложена колекция от голям брой смарагди. Необрамчените камъни са с различна форма и фасетиране. Другите скъпоценни предмети са: еполети, покрити с едри смарагди и над 300 броя диаманти; бижута; къс меч (ятаган) с дръжка от слонова кост и ножница, покрита със смарагди. Мечът е дълъг 73 cm, подарък е за коронацията на Насреддин Шах.
Предмети за бита
Към тази група експонати спадат богато декорираните похлупаци за блюда. Използвани са за запазване на ястията топли и за предпазване от слагането на отрова в тях. Оформени са като широк капак с купол по средата, който се използва като дръжка. В колекцията е представен екземпляр, направен от масивно злато и с диамант на върха, около който са наредени осем перли. Останалата част е покрита със смарагди, шпинели, диаманти и рубини, сред които има смарагд с тегло 30 карата и четири 12 каратови рубина. Диаметърът на капака е 19 cm, височината е 10 cm.
Към особено зрелищните експонати от тази група спада също двойката свещници от масивно злато, всеки с тегло около 5 kg. Колекцията съдържа инкрустирани с камъни гарафи, купи, вази, наргиле и др.
Червени шпинели
Колекцията се смята за най-голямата в света и съдържа два редки екземпляра. Единият е кървавочервен камък с тегло около 500 карата, вероятно най-големият от съществуващите днес. Другият е 270 каратов с историческа стойност – върху него е изгравирано името на моголския владетел Джахангир.

## Галерия
- Златен флакон
- Капак за блюдо
- Златен колан със смарагд на токата
- Коронационен меч
- Корона Шахбану
- Коронационно колие
- Тиара
- Витрина със смарагди